# La Vénus d'argent
Pour plus de détails, voir Fiche technique et Distribution.
La Vénus d'argent est un film français réalisé par Héléna Klotz, sorti en 2023. Il s'agit du premier rôle de la chanteuse Pomme en tant qu'actrice à l'écran.
Il est présenté en avant-première mondiale dans la section « Platform » du Festival international du film de Toronto 2023.

## Synopsis
Jeanne, 24 ans, vit avec ses frères et sœur dans l'appartement de son père, un gendarme. La jeune femme, ambitieuse et désireuse de réussite, trouve un métier dans la finance, et se voit rapidement proposer une opportunité précieuse: un nouveau poste à Singapour, en raison de ses bons résultats. Jeanne accepte, ignorant les inquiétudes de ses proches.

## Fiche technique
Sauf indication contraire, les informations mentionnées dans cette section peuvent être confirmées par la base de données cinématographiques Unifrance,  présente dans la section « Liens externes ».
- Titre original et francophone : La Vénus d'argent
- Réalisation : Héléna Klotz
- Scénario : Emily Barnett, Noé Debré et Héléna Klotz
- Musique : Ulysse Klotz
- Décors : Olivier Lellouche
- Costumes : Judith De Luze et Christelle Kocher
- Photographie : Victor Seguin
- Son : Dana Farzanehpour (ingénieuse) et Mikaël Barre (monteur)
- Montage : Julien Lacheray
- Production : Justin Taurand
- Société de production : Les Films du bélier
- Sociétés de distribution : Pyramide Distribution (France) ; K-Films Amérique (Québec)
- Budget : 3,2 millions d'euros
- Pays de production :  France
- Langue originale : français
- Format : couleur – 1,85:1  – son 5.1
- Genre : drame
- Durée : 95 minutes
- Dates de sortie :
  - Canada : 9 septembre 2023 (Festival international du film de Toronto)[2]
  - France : 22 novembre 2023
  - Québec : 22 mars 2024

## Distribution
- Claire Pommet : Jeanne
- Niels Schneider : Augustin
- Sofiane Zermani : Farès
- Anna Mouglalis : Elia
- Grégoire Colin : le père
- Irina Lellouche Klotz : Camille
- Gabriel Merz Chammah : Baptiste
- Mathieu Amalric : le patron de World Aid
- Paul Beaurepaire : Ethan
- Safia Nolin : Safia

## Tournage
Le tournage a lieu du 7 au 25 novembre 2022, en Normandie, précisément à Rouen et à Sotteville-lès-Rouen (Seine-Maritime) pour l'espace Marcel-Lods. Il s'est également déroulé à Paris pour la Défense.

## Autour du film
Une sculpture du plasticien français Xavier Veilhan est clairement visible dans une scène du film située au domicile d'Elia.